# ТБ/ФКС/Ройн
«ТБ/ФКС/Ройн» (фар. TB/FCS/Royn) — фарерский футбольный клуб, представляющий Сувурой. Образован 17 декабря 2016 года в результате слияния трёх клубов сувуройского острова: ТБ, «Сувуроя» и «Ройна». Цвета клуба - чёрный и зелёный. 

## История клуба
«ТБ/ФКС/Ройн» был образован 17 декабря 2016 года в результате слияния трёх клубов Сувуроя: ТБ (премьер-лига), «Сувуроя» (первый дивизион) и «Ройна» (второй дивизион). Сделано это было с целью улучшения результатов выступлений представителей острова в национальном первенстве. Первая команда была сформирована из лучших футболистов сувуройских коллективов. Первым главным тренером команды был назначен шотландец Морис Росс. Первый матч фарерской премьер-лиги клуб провёл 12 марта 2017 года с УйФ.
Из-за неудовлетворительных результатов в конце сезона-2018 было принято решение расформировать объединённую сувуройскую команду. Её место в премьер-лиге занял ТБ. «Сувурой» был заявлен во второй дивизион, а «Ройн» — в третий.

## Значимые игроки
В список включены футболисты «ТБ/ФКС/Ройн», находившиеся в заявке клуба на чемпионаты Фарерских островов 2017 и 2018 годов и сыгравшие в них хотя бы один матч:
| - Ибрахим Арифович - Сальмундур Бек - Мариус Бернтцен - Айлер Братталуй - Милош Будакович - Матс Валберг - Доаньяль Годтфред - Йохан Гулликсен | - Поуль Ингасон - Рагнар Йоэнсен - Райдар Йоэнсен - Рёгви Йоэнсен - Николай Йоханнесен - Рани Йоханнесен - Рани Йохансен - Хери Кьербо | - Йон Лео - Йонн Линденсков - Тайтур Мортенсен - Давид Мюллер - Деннис Нильсен - Тайтур Ольсен - Ари Поульсен - Йён Поульсен | - Стефан Радосавлевич - Андриас Сёренсен - Арон Сёренсен - Папе Фей - Антон Хольсе - Айзек Шазе - Буй Эгильссон - Айрикур Эдлендерсен | - Тайтур Юстинуссен - Йён Якобсен |

## Главные тренеры
- Морис Росс (17 декабря 2016 — 31 декабря 2017)
- Гленн Столь (1 января 2018 — 15 ноября 2018)